# اپرت

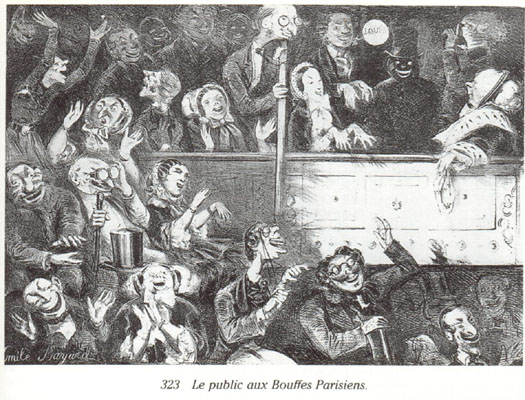
تماشاگران در تئاتر بوفه-پاریس، زادگاه اپرت‌های ژاک افنباخ، تصویرسازی: امیل بایارد (۱۸۶۰ میلادی)

اُپِرِت (به فرانسوی: Operétte) به گونه‌ای از نمایش آوازی یا اپرای سبُک گفته می‌شود که همراه با آواز فراوان است و گفتگو یا رسیتاتیو کمتری نسبت به اپرا دارد.
گاه به کمدی موزیکال (به انگلیسی: Musical Comedy) نیز «اپرت» گفته می‌شود [که نمایشی با طرح طنز و کمدی سبک، آواز و گفتگو (دیالوگ) است که چندان قابل تفکیک از اپرا(Ballad Opera)، اپرای سبک (Light Opera) یا اپرای خنده‌آور (Opera Comique) نیست].

## اپرت‌های فارسی
از اپرت‌های نوشته‌شده به زبان فارسی می‌توان به عنوان نمونه به اپرت کلاسیک رودابه با نقش بنیادین رودابه دختر مهراب کابلی در سه اکت (به انگلیسی: (Rudabe Operetta, Composed by: Kia Khosravi)) اشاره کرد که بر مبنای داستانی از شاهنامه فردوسی نوشته و آهنگسازی شده‌ است.